# Tenango del Aire
Tenango del Aire est une municipalité de l'État de Mexico, au Mexique. Elle couvre une superficie de 38,09 km2 et compte 12 470 habitants en 2015.